# Rosas de Guadalupe
Rosas de Guadalupe är en ort i Mexiko.   Den ligger i kommunen Charo och delstaten Michoacán de Ocampo, i den södra delen av landet, 200 km väster om huvudstaden Mexico City. Rosas de Guadalupe ligger 1 981 meter över havet och antalet invånare är 165.
Terrängen runt Rosas de Guadalupe är varierad. Runt Rosas de Guadalupe är det ganska tätbefolkat, med 124 invånare per kvadratkilometer. Närmaste större samhälle är Morelia, 12,2 km väster om Rosas de Guadalupe. I omgivningarna runt Rosas de Guadalupe växer huvudsakligen savannskog.